# Službeno sredstvo plaćanja
Službeno sredstvo plaćanja, također i "zakonsko sredstvo plaćanja" su novčanice i kovanice monetarnog sustava za koji je državnim zakonom ili međunarodnim dogovorom određen naziv novca i osnovna jedinična vrijednost.
Osim kovanog novca, kojeg izdaje središnja državna banka, službeno sredstvo plaćanja su i različite vrste novčanica.
- bankovne novčanice (engl. bank notes, njem. Banknoten) koje izdaje središnja državna banka. Primjer: hrvatska kuna koju izdaje Hrvatska narodna banka od 1994. do danas ili "Federal Reserve Note" američkog dolara od 1914. do danas.

- državne novčanice (engl. treasury notes, njem. Staatsnoten), koje izdaje državno ministarstvo financija (engl. Ministry of the Treasury). U novije vrijeme vrijede samo kao izvanredno, privremeno platežno sredstvo u prelaznim razdobljima. Primjer: hrvatski dinar kojeg je izdavalo Ministarstvo financija Republike Hrvatske ili "United States Note" američkog dolara od 1862. do 1971.

- gradski novac kojeg izdaje poglavarstvo grada, najčešće u slučaju nestašice sitnog gotovog novca, i kojji je službeno sredstvo plaćanja samo na području tog grada. Primjer: zagrebačke gradske novčanice kune koje je izdavalo gradsko poglavarstvo grada Zagreba godine 1942.

- okupacijski novac kojeg izdaju okupacijske vlasti kao službeno sredstvo plaćanja na teritoriju pod njihovom upravom, a koji pravno pripada drugoj državi. Primjer: novčanice "krajinskog dinara" tiskane u Beogradu, distribuirane iz Srbije za uporabu na području samoproglašene Republike Srpske Krajine od 1992. do 1994.

U službena sredstva plaćanja ne spadaju pomoćna sredstva plaćanja kao što su papirnati ili kovani novac iz nužde, bonovi i žetoni koje izdaju pojedine institucije ili tvrtke, kao ni ini predmeti (npr. poštanske marke ili cigarete) koji u posebnim prilikama preuzimaju funkciju novca.